# Дубровачки договор
Дубровачки договор је споразум господара Црне Горе владике Петра II Петровића Његоша и везира херцеговачког Али-паше Ризванбеговића Сточевића, закључен у Дубровнику 25. септембра 1842. До споразума је дошло после вишегодишњих сукоба на црногорско-турској граници према Херцеговини, највише око нерешеног питања пограничних племена Грахова и Ускока. Пошто је те године постојала опасност да између Црне Горе и Херцеговачког пашалука избије сукоб већих размера, Његош и Али-паша су приступили преговорима који су трајали три дана, а присуствоцвали су им и представници аустријских власти, окружни капетан дубровачки, которски барон Карло Роснер и Габријел Ивачић.
У уговору је писало да се мир закључује „између независне области Црне Горе и пашалука херцеговачког“. Тиме је Али-паша био принуђен да прихвати чињеницу да води разговоре са једном сувереном страном, без обзира што је Порта формално није признавала. На сличан начин, поступио је и босански везир неколико година раније 1838. Уговором је прецизирана граница између Црне Горе и Херцеговачког пашалука, која је ишла од врха Кучког Кома до Драгаља, остане као што је и до тада била.
У тачки 2. уговора се констатује да питање Грахова и Ускока остаје нерешено, јер је Али-паша изјавио како није овлашћен да расправља о територијалним питањима, али се обавезао да ће порадити код Порте да се образује комисија, у коју би ушли по један аустријски и руски чиновник, а која би расправљала и решила ово питање. У случају да се комисија не састане до 1. јануара 1844, нагодили би се црногорски владика и херцеговачки везир.
Даље је решено да за то време нико не може да се сели са једне на другу страну, а све спорове би решавали владичини и Али-пашини представници (тачка 3.) Тада су се Његош и Али-паша чак побратимили.
Пошто током 1843. Порта није ништа учинила да се формира комисија а како је и даље било сукоба на граници, преговарано је да се одржи нови састанак. Састанак између Али-пашиног опуномоћеника Осман-Аге Зворничанина и Његошевог секретара Димитрија Милаковића одржан је у Котору 9. новембра 1843. и потписан је нови споразум. Опуномоћеници су као анекс уговору између Његоша и Али-паше, сачинили уговор од неколико чланова којим се потпуније регулишу односи на граници две суседне земље.